# Vùng đô thị Atlanta
Vùng đô thị Atlanta là một vùng đô thị chính thức được chỉ định bởi Cục Điều tra Dân số Hoa Kỳ là khu vực thống kê đô thị Springs-Marietta Atlanta-Sandy, là vùng đô thị đông dân nhất tiểu bang Georgia và là vùng đô thị lớn thứ chín ở Hoa Kỳ. Ngoài thành phố Atlanta, thủ phủ của tiểu bang và thành phố lớn nhất, vùng đô thị Atlanta trải dài trong 31 quận bắc bang này và có tổng dân số ước tính trong năm 2009 là 5.475.213 người [2.]

### Các quận
| Alphabetical - Barrow (67.139) - Bartow (122.834) - Butts (23.759) - Carroll (111.954) - Cherokee (204,363) - Clayton (273.718) - Cobb (698.158) - Coweta (118.936) - Dawson (21.484) - DeKalb (739.956) - Douglas (124,495) - Fayette (106.144) - Forsyth (158.914) - Fulton (1.014,932) - Gwinnett (789.499) - Hall (180.175) | - Haralson (28.718) - Heard (11.387) - Henry (201.343) - Jasper (13.660) - Lamar (16.961) - Meriwether (22.748) - Newton (96.019) - Paulding (127.906) - Pickens (30.488) - Pike (17.204) - Polk (41.460) - Putnam (21.251) - Rockdale (82.052) - Spalding (62.826) - Troup (58.779) - Upson (27.562) - Walton (83.144) |  | Theo dân số - Fulton (1.014,932) - Gwinnett (800.080) - DeKalb (739.956) - Cobb (701.355) - Clayton (273.718) - Cherokee (204,363) - Henry (201.343) - Hall (180.175) - Forsyth (158.914) - Paulding (127.906) - Douglas (124,495) - Bartow (122.834) - Coweta (118.936) - Carroll (111.954) - Fayette (106.144) - Newton (96.019) - Walton (83.144) | - Rockdale (82.052) - Barrow (67.139) - Spalding (62.826) - Troup (58.779) - Polk (41.460) - Chambers (36.583) - Pickens (30.488) - Haralson (28.718) - Upson (27.562) - Butts (23.759) - Meriwether (22.748) - Dawson (21.484) - Putnam (21.251) - Pike (17.204) - Lamar (16.961) - Jasper (13.660) - Heard (11.387) |